# Armed Forces Provisional Ruling Council
Armed Forces Provisional Ruling Council (AFPRC) ist der Name der Militärjunta und Übergangsregierung, die am 22. Juli 1994 durch einen unblutigen Putsch die Staatsgewalt im westafrikanischen Staat Gambia übernommen hatte.
Die vier jungen Armeeoffiziere der Gambia National Army wurden von dem 29-jährigen Leutnant Yahya Jammeh angeführt. Sie stürzten die Regierung Dawda Jawara mit der Begründung, die ihr vorgeworfene ausgedehnte Korruption und undemokratische Regierung zu beenden. Ein fünfter Offizier, Leutnant Yankuba Touray, stieß kurz nach dem Putsch zu der Gruppe hinzu und übernahm auch einen Ministerposten.
Nach einer Verlautbarung im Oktober 1994 sollte ursprünglich der ausgerufene Ausnahmezustand bis 1998 gehalten werden, es wurde aber bereits 1996 die Präsidentschaftswahl durchgeführt, aus denen Jammeh mit seiner neu gegründeten Partei Alliance for Patriotic Reorientation and Construction (APRC) siegreich hervorging und die Regierungsgeschäfte als Staatspräsident von Gambia fortführte.

## Die Mitglieder
- Yahya Jammeh, Vorsitzender (Chairman)
- Sana B. Sabally, Vizevorsitzender (Vice Chairman)
- Sadibou Hydara, Innenminister (Minister of the Interior)
- Edward Singhatey, Verteidigungsminister (Minister of Defence)

später dazu gestoßen:
- Yankuba Touray, Minister für die Gemeindeverwaltung (Minister for Local Government)